# Malik (Titel)
MLK ist eine semitische Sprachwurzel. Aus den Formen Malki, Malik, Melek und Melik leiten sich verschiedene Götternamen ebenso wie Königstitel ab.

## Bedeutung
Die ursprüngliche Bedeutung und Konnotation der semitischen Wurzel mlk (auch: milk und mlq) ist durch Verständnisschwierigkeiten bereits bei antiken Übersetzern des Schrifttums verwischt worden. Interpretiert wurde das seither durch verschiedene Forscher unter anderem als [Gott-]König.
In der Moderne ist es bei Namen orientalischer Herkunft zum Teil schwierig, zwischen den Wurzeln MLK und LʾK zu unterscheiden:
| Sprache   | MLK (König)  | LʾK (Bote, Engel)          |
| --------- | ------------ | -------------------------- |
| Arabisch  | ﻣﻠﻚ (malik)  | ﻣﻠﻚ (malak) / ﻣﻸﻙ (malāʾk) |
| Persisch  | ملک (malak)  | ملک (malek)                |
| Türkisch  | malik        | melek                      |
| Hebräisch | מֶלֶךְ (mélekh) | מַלְאָךְ (mal’akh)             |

## Götternamen
Melek oder Malik (Phönizisch: 𐤌𐤋𐤊) war eine kanaanitische Gottheit. Die phönizische Gottheit Melkart (Milk-Qart, ‚Herr der Stadt‘) entstammt derselben Namenswurzel; sie wurde auch in Karthago verehrt. Aus dem frühantiken Syrien ist auch die Verehrung von Adramelech (Adar-malik = ‚herrlicher König‘) bekannt; die ammonitische Entsprechung war Milkom.
Diese Kulte wurden im jüdischen Schrifttum als Götzenverehrung betrachtet. Ob die ihnen auch von einigen außerbiblischen Quellen zugeschriebenen Kinderopfer tatsächlich stattfanden, ist umstritten. Vielfach wird vermutet, dass die Namenswurzel durch die Masoreten gezielt abwertend zu Moloch oder Molech verfremdet wurde.

## Königstitel
Aus der Bibel ist der „Priesterkönig“ Melchisedek von Salem bekannt, für den es jedoch keine außerbiblischen Zeugnisse gibt und dessen Herrschaftsbereich unklar bleibt. Für Karthago ist der Königstitel Melek überliefert; römische Quellen nannten auch einen dortigen König Malchus, wobei es sich vermutlich nicht um den Eigennamen handelte. Auch im Hebräischen ist melek (מֶלֶךְ) ein Königstitel, davon abgeleitet ist etwa die „königliche“ Kalksteinsorte Meleke. Ebenfalls verwandt ist der Name Melchior, dieser wurde als Name eines der Weisen aus dem Morgenland kolportiert.
Malik ist im arabischen Kulturkreis ebenfalls ein Königstitel (in Saudi-Arabien, aber auch etwa in Äthiopien) und hat sich in dieser Bedeutung heute vor allem im Vornamen Malik gehalten.
Verschiedene christliche Glaubensgemeinschaften im Nahen Osten, insbesondere griechisch-katholische, sind als Melkiten bekannt – diese Bezeichnung wird auf den früheren kaiserlichen Schutz aus Konstantinopel zurückgeführt.